# Wybory do Izby Poselskiej Republiki Czeskiej w 2010 roku
Wybory parlamentarne w Czechach odbyły się 28-29 maja 2010. Pierwotnie miały się odbyć 9 i 10 października 2009. Początkowo miały być to wybory przedterminowe, spowodowane faktem, że
centroprawicowy rząd Mirka Topolánka otrzymał 24 marca 2009 wotum nieufności. W związku z zaistniałą sytuacją liderzy głównych ugrupowań w Czechach porozumieli się co do tworzenia technicznego rządu tymczasowego i przeprowadzenia przedterminowych wyborów. Data 9 i 10 października została jednak zakwestionowana przez Trybunał Konstytucyjny, w związku z czym 5 lutego prezydent Czech Václav Klaus ogłosił termin wyborów parlamentarnych, wyznaczając je na 28-29 maja 2010. Do tego czasu władzę w kraju sprawował gabinet Jana Fischera.

## Wyniki wyborów

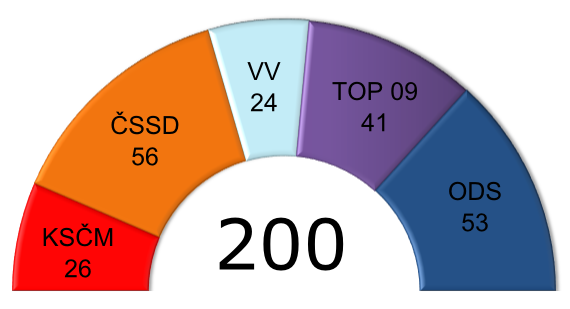
Podział miejsc w Izbie Poselskiej

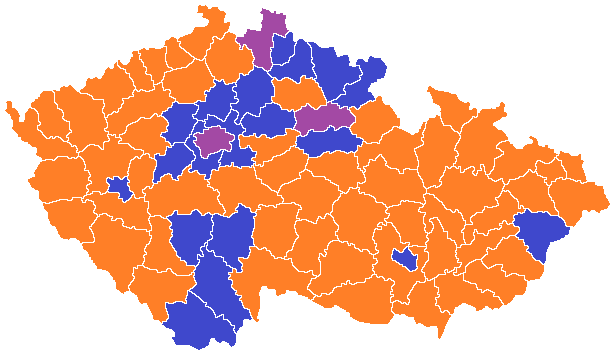
Zwycięzcy wyborów w poszczególnych powiatach:
Czeska Partia Socjaldemokratyczna
Obywatelska Partia Demokratyczna
TOP 09

Zwycięzcy wyborów w poszczególnych krajach:
Czeska Partia Socjaldemokratyczna
Obywatelska Partia Demokratyczna
TOP 09

Frekwencja według powiatów: największa w powiecie Praga-Zachód (71,69%), najmniejsza w powiecie Sokolov (50,89%)

Czeska Partia Socjaldemokratyczna
     Obywatelska Partia Demokratyczna
     TOP 09
     Czeska Partia Socjaldemokratyczna
     Obywatelska Partia Demokratyczna
     TOP 09
| Komitet wyborczy                                                        | Głosy     | Głosy  | Głosy | Mandaty | Mandaty | Mandaty |
| Komitet wyborczy                                                        | Liczba    | %      | +/–   | Liczba  | +/–     | %       |
| ----------------------------------------------------------------------- | --------- | ------ | ----- | ------- | ------- | ------- |
| Czeska Partia Socjaldemokratyczna                                       | 1 155 267 | 22,08  | 10,24 | 56      | 18      | 28,0    |
| Obywatelska Partia Demokratyczna                                        | 1 057 792 | 20,22  | 15,16 | 53      | 28      | 26,5    |
| TOP 09                                                                  | 873 833   | 16,70  | —     | 41      | —       | 20,5    |
| Komunistyczna Partia Czech i Moraw                                      | 589 765   | 11,27  | 1,54  | 26      | 0       | 13,0    |
| Sprawy Publiczne                                                        | 569 127   | 10,88  | —     | 24      | —       | 12,0    |
| Unia Chrześcijańska i Demokratyczna – Czechosłowacka Partia Ludowa      | 229 717   | 4,39   | 2,83  | —       | 13      | —       |
| Partia Praw Obywateli ZEMANOWCY                                         | 226 527   | 4,33   | —     | —       | —       | —       |
| Suwerenność – Blok Jany Bobošíkovej, Partia Zdrowego Rozumu             | 192 145   | 3,67   | 3,21  | —       | —       | —       |
| Partia Zielonych                                                        | 127 831   | 2,44   | 3,85  | —       | 6       | —       |
| Partia Robotnicza Sprawiedliwości Społecznej                            | 59 888    | 1,14   | —     | —       | —       | —       |
| Czeska Partia Piratów                                                   | 42 323    | 0,80   | —     | —       | —       | —       |
| Partia Wolnych Obywateli                                                | 38 897    | 0,74   | —     | —       | —       | —       |
| Wybierajcie Blok Prawicowy www.cibulka.net                              | 24 750    | 0,47   | 0,09  | —       | —       | —       |
| Obywatele.cz                                                            | 13 397    | 0,25   | —     | —       | —       | —       |
| Morawianie                                                              | 11 914    | 0,22   | 0,01  | —       | —       | —       |
| Partia Konserwatywna                                                    | 4232      | 0,08   | —     | —       | —       | —       |
| Korona Czeska (Parta Monarchistyczna Czech, Moraw i Śląska)             | 4024      | 0,07   | 0,06  | —       | —       | —       |
| STOP                                                                    | 3155      | 0,06   | —     | —       | —       | —       |
| Stowarzyszenie na rzecz Republiki – Republikańska Partia Czechosłowacji | 1993      | 0,03   | —     | —       | —       | —       |
| Czeska Partia Narodowo-Socjalistyczna                                   | 1371      | 0,02   | 0,00  | —       | —       | —       |
| Ruch Kluczowy                                                           | 1099      | 0,02   | —     | —       | —       | —       |
| Partia Humanistyczna                                                    | 552       | 0,01   | 0,00  | —       | —       | —       |
| Centrum Europejskie                                                     | 522       | 0,00   | —     | —       | —       | —       |
| Czeska Partia Narodowo-Społeczna                                        | 295       | 0,00   | —     | —       | —       | —       |
| Liberałowie.cz                                                          | 260       | 0,00   | 0,00  | —       | —       | —       |
| Dobrobyt Narodowy                                                       | 186       | 0,00   | —     | —       | —       | —       |
|                                                                         |           |        |       |         |         |         |
| Ogółem                                                                  | 5 230 859 | 100,00 | —     | 200     | —       | 100,0   |
| Głosy nieważne                                                          | 32 963    | 0,63   | 0,27  |         |         |         |
| Frekwencja                                                              | 5 268 098 | 62,60  | 1,87  |         |         |         |